# Römisches Gräberfeld Steinborn
Koordinaten: 50° 4′ 1,3″ N, 6° 37′ 28,2″ O
Das Römische Gräberfeld Steinborn ist ein römischer Bestattungsplatz in der Ortsgemeinde Steinborn im Eifelkreis Bitburg-Prüm in Rheinland-Pfalz.

## Beschreibung
Westlich von Steinborn fand man 1958 ein römisches Brandgräberfeld und römische Steinplattengräber sowie nordwestlich der Ortsgemeinde einen weiteren römischen Bestattungsplatz. Bei den Bestattungsformen handelt es sich sowohl um Brandgräber als auch um Skelettgräber. Die römischen Steinplattengräber stammen aus dem 1. und 2. Jahrhundert n. Chr.

## Archäologische Befunde

### Römische Brandgräber
Im Jahre 1958 entdeckte man bei landwirtschaftlichen Arbeiten dicht westlich von Steinborn mehrere Brandgräber, die nach einer ersten Untersuchung durch das Rheinische Landesmuseum Trier als römerzeitlich eingeordnet werden konnten.

### Eisenzeitliche Siedlung
Innerhalb des Brandgräberfeldes stieß man zudem auf die Umfassungsmauer einer eisenzeitlichen Siedlung. 1967 wurde diese ausgegraben und genauer untersucht. Man fand eine 2 m starke Trockenmauer aus Kalkstein, die eine annähernd quadratische Fläche von rund 2 ha einschließt. Die Seitenlängen der Mauer belaufen sich auf 100 bis 150 m. Innerhalb dieser Einfassung fand man vor allem Keramik aus der Zeit der Hunsrück-Eifel-Kultur. Ferner entdeckte man einige Pfosten, die auf ein Gebäude innerhalb der Ummauerung schließen lassen. Rekonstruiert wurde ein dreischiffiges Haus von 8 m Breite und mindestens 10 m Länge. Unklar blieb jedoch die Bedeutung dieser Anlage. Die Lage wäre fortifikatorisch ungünstig, sodass eine Wehranlage als unwahrscheinlich gilt. Andererseits lassen die sehr starken Mauern nicht auf eine simple Einhegung schließen.

### Römische Steinplattengräber
Im Bereich der Südost-Mauer der älteren, eisenzeitlichen Einfriedung wurden 1958 mindestens fünf römische Steinplattengräber zerstört. Eine Nachuntersuchung des Rheinischen Landesmuseums Trier führte zur Entdeckung von vier weiteren, bereits stark zerstörten römischen Brandgräbern des 1. und 2. Jahrhunderts n. Chr. Neben Leichenbrand fanden sich lediglich einige, zumeist nur noch in Fragmenten erhaltene Keramikbeigaben. Die Tatsache, dass die Gräber vor bzw. in der Trockenmauer angelegt wurden, deutet darauf hin, dass diese ältere eisenzeitliche Anlage in römischer Zeit als obertägiges Monument noch erhalten war.

### Römischer Bestattungsplatz
Am Nordrand von Steinborn existierte westlich des Schnepperhofes ein weiterer römischer Bestattungsplatz. Hier ist von einem Zusammenhang mit den anderen genannten Objekten auszugehen. Nähere Untersuchungen erfolgten dort bisher nicht.

## Erhaltungszustand und Denkmalschutz
Die römischen Brandgräber wurden teilweise durch die landwirtschaftlichen Einflüsse zerstört und erst später durch das Rheinische Landesmuseum Trier geborgen. Die eisenzeitliche Siedlung sowie die römischen Steinplattengräber sind erhalten geblieben, befinden sich jedoch heute innerhalb der bebauten Ortslage. Auch der römische Bestattungsplatz am Nordrand liegt heute innerhalb der bebauten Fläche, so dass obertägig keine Auffälligkeiten mehr erhalten sind.
Das Gräberfeld ist als eingetragenes Kulturdenkmal im Sinne des Denkmalschutzgesetzes des Landes Rheinland-Pfalz (DSchG) unter besonderen Schutz gestellt. Nachforschungen und gezieltes Sammeln von Funden sind genehmigungspflichtig, Zufallsfunde an die Denkmalbehörden zu melden.